# Zábřeh na Moravě
Zábřeh na Moravě – stacja kolejowa w Zábřehu, w kraju ołomunieckim, w Czechach. Znajduje się na wysokości 280 m n.p.m. i leży na linii kolejowej nr 270 oraz 291.